# Иоганна София Гогенлоэ-Лангенбургская
Иоганна София Гогенлоэ-Лангенбургская (нем. Johanna Sophie zu Hohenlohe-Langenburg; 16 декабря 1673, Лангенбург — 18 августа 1743, Штадтхаген) — графиня Гогенлоэ-Лангенбургская, в замужестве графиня Шаумбург-Липпская.

## Биография
Иоганна София — шестая дочь в семье графа Генриха Фридриха Гогенлоэ-Лангенбургского и его второй супруги Юлианы Доротеи Кастель-Ремлингенской. Природа одарила девушку красотой, умом и прилежанием в учёбе.
4 января 1691 года в Лангенбурге Иоганна София вышла замуж за графа Фридрих Кристиана Шаумбург-Липпского (1655—1728). Поначалу молодые часто путешествовали вместе, но со временем Иоганне Софии приходилось всё чаще оставаться одной. Когда в семье возникли конфликты, Иоганна София с двумя сыновьями переехала в Ганновер. Брак был расторгнут в 1723 году, спустя два года Фридрих Кристиан женился на своей любовнице Марии Анне фон Галль. В Ганновере Иоганна София сдружилась с курпринцессой Каролиной Бранденбург-Ансбахской, будущей королевой Великобритании, и сопровождала её в Лондон, где служила у Каролины придворной дамой.

## Потомки
В браке с Фридрихом Кристианом у Иоганны Софии родились:
- Фридрих Август (1693—1694)
- Вильгельм Людвиг (1695)
- София Шарлотта (1697)
- Филипп (1697—1698)
- Альбрехт Вольфганг (1699—1748), граф Шаумбург-Липпе
- Фридрих Людвиг Карл (1702—1776)